# Джой Алфреда Вілер
Пані Джой Алфреда Вілер (Mrs. Joy Elfreda Wheeler) (11 грудня 1954) — ямайська дипломатка. Надзвичайний і Повноважний Посол Ямайки в Україні за сумісництвом.

## Життєпис
Народилася 11 грудня 1954 року в Кінгстоні. Вивчала міжнародні відносини. Розмовляє німецькою, англійською, французькою та іспанською мовами.
З 1975 року на дипломатичній службі Ямайки. З 1978 року працює в Парижі, а потім в Гавані і Вашингтоні, округ Колумбія.
З 1993 по 1997 рр. — вона була заступником посла в Порт-оф-Спейн. Потім вона працювала в відділах «економіки» і «міжнародних організацій» Міністерства закордонних справ Ямайки.
З 2002 по 2007 рр. — очолювала відділ «Caribbean» і «Америка».
З 2007 по 2013 рр. — Надзвичайний і Повноважний Посол Ямайки в Берліні та за сумісництвом в Україні, Чехії, Ватикані, Угорщині, Ізраїлі, Польщі, РФ, Словаччині, Сербії.